# Nagata Takeshi
Nagata Takeshi, auch Takesi Nagata, (japanisch 永田 武; * 24. Juni 1913 in der Präfektur Aichi; † 3. Juni 1991) war ein japanischer Geophysiker, der sich besonders mit Geomagnetismus befasste. 

## Leben
Nagata studierte Physik an der Universität Tokio mit dem Abschluss 1936 und forschte dann im Erdbebenforschungsinstitut (地震研究所, Jishin Kenkyūjo, engl. Earthquake Research Institute) der Universität Tokio. 1941 wurde er Assistenzprofessor und 1952 Professor für Geophysik in Tokio, was er bis 1974 blieb. Von 1973 bis 1984 war er Direktor des nationalen japanischen Polarforschungsinstituts. 
Von 1962 bis 1977 war er außerdem Adjunct Professor an der University of Pittsburgh. 
In seiner 1943 veröffentlichten Dissertation studierte er die Thermoremanente Magnetisierung (TRM) vulkanischer Gesteine (wie unabhängig Émile Thellier (1904–1987) in Frankreich). Anfang der 1950er Jahre entdeckte er mit seinen Studenten Akimoto Shun’ichi und Ueda Seiya das Phänomen der Magnetfeldumkehr im Gesteinsmagnetismus und es gab lange eine Debatte um die Natur dieses Phänomens, bis es endgültig auf die Umkehrung des Erdmagnetfeldes zurückgeführt wurde (u. a. Allan V. Cox). Nagata untersuchte auch verschiedene andere Aspekte von Gesteinsmagnetismus, zusammengefasst in seiner Monographie Rock Magnetism. Er forschte über das Erdmagnetfeld, die Aurora, magnetische Stürme, unternahm Raketen- und Satelliten-Experimente und beförderte die Polarforschung Japans. Damit wurde er in Japan zu einem sehr bekannten Wissenschaftler. Von 1956 bis 1958 war er in drei Jahren in Folge in der Antarktis. Nachdem japanische Wissenschaftler 1969 in der Antarktis Meteoriten entdeckt hatten, sorgte er für eine systematische Suche nach ihnen in der Antarktis.
1967 bis 1971 war er Präsident der International Association of Geomagnetism and Aeronomy (IAGA) und 1972 bis 1976 war er Vizepräsident des Scientific Committee on Antarctic Research. 
1951 erhielt er den Preis der Japan Academy, im Jahr 1966 wurde er zum Mitglied der Leopoldina gewählt, 1969 in die National Academy of Sciences. 1974 erhielt er den Kulturorden. 1983 wurde er Mitglied der Japanischen Akademie der Wissenschaften, 1987 erhielt er die Goldmedaille der Royal Astronomical Society. Er ist Namensgeber für den Mount Nagata in der Antarktis.

## Schriften
- The natural permanent magnetism of volcanic rocks and its relation to geomagnetic phenomena, Bulletin Earthquake Research Institute, Band 1, 1943, S. 1–196
- mit Syun-iti Akimoto, Seiya Uyeda: Reverse thermo-remanent magnetism, Proc. Japan Academy, Band 27, 1951, S. 643–645
- Rock Magnetism, Tokio: Maruzen 1953, 1961

Artikel in Handbuch der Physik:
- mit Shuzo Sakuma: Physical Volcanology, Band 48, 1957
- Magnetic properties of rocks and minerals, Band 49–1, 1966
- mit N. Fukushima: Morphology of magnetic disturbance, Band 49–3, 1971